# مورغان (فيرمونت)
مورغان (بالإنجليزية: Morgan, Vermont)‏ هي بلدة تقع في مقاطعة أورليانز (فيرمونت) بولاية فيرمونت في الولايات المتحدة. تأسست عام November 6, 1780، تبلغ مساحتها 87.7 (كم²)، وترتفع عن سطح البحر 506 م، بلغ عدد سكانها 669 نسمة في عام 2000 حسب إحصاء مكتب تعداد الولايات المتحدة وتصل الكثافة السكانية فيها 8.3 نسمة/كم2.

## وصلات خارجية
- The US50 - Cities and Towns in Vermont State
- Vermont Cities and Towns, Facts, Map, Flag, Colleges, Government, and More